# Distrito de Belfort
El distrito de Belfort (en francés: arrondissement de Belfort) es una  división administrativa francesa, que se localiza en el departamento de Territorio de Belfort (en francés Territoire de Belfort), cuyos límites coinciden con este, en la región de Borgoña-Franco Condado. Cuenta con 9 cantones y 101 comunas.
La capital de un distrito se llama subprefectura (sous-préfecture). Cuando un distrito contiene la prefectura (capital) del departamento, esa prefectura es la capital del distrito, y se comporta tanto como una prefectura como una subprefectura. Esto sucede en el caso de Belfort, pues el departamento comprende este único distrito.

## División territorial

### Cantones
Los cantones del distrito de Belfort antes de 2015 eran:
1. Cantón de Beaucourt
2. Cantón de Belfort-Centre
3. Cantón de Belfort-Est
4. Cantón de Belfort-Nord
5. Cantón de Belfort-Ouest
6. Cantón de Belfort-Sud
7. Cantón de Châtenois-les-Forges
8. Cantón de Danjoutin
9. Cantón de Delle
10. Cantón de Fontaine
11. Cantón de Giromagny
12. Cantón de Grandvillars
13. Cantón de Offemont
14. Cantón de Rougemont-le-Château
15. Cantón de Valdoie

### Comunas
| 1. Andelnans (90001)                  | 2. Angeot (90002)                     | 3. Anjoutey (90003)              | 4. Argiésans (90004)               |
| 5. Autrechêne (90082)                 | 6. Auxelles-Bas (90005)               | 7. Auxelles-Haut (90006)         | 8. Banvillars (90007)              |
| 9. Bavilliers (90008)                 | 10. Beaucourt (90009)                 | 11. Belfort (90010)              | 12. Bermont (90011)                |
| 13. Bessoncourt (90012)               | 14. Bethonvilliers (90013)            | 15. Boron (90014)                | 16. Botans (90015)                 |
| 17. Bourg-sous-Châtelet (90016)       | 18. Bourogne (90017)                  | 19. Brebotte (90018)             | 20. Bretagne (90019)               |
| 21. Buc (90020)                       | 22. Charmois (90021)                  | 23. Chaux (90023)                | 24. Chavanatte (90024)             |
| 25. Chavannes-les-Grands (90025)      | 26. Châtenois-les-Forges (90022)      | 27. Chèvremont (90026)           | 28. Courcelles (90027)             |
| 29. Courtelevant (90028)              | 30. Cravanche (90029)                 | 31. Croix (90030)                | 32. Cunelières (90031)             |
| 33. Danjoutin (90032)                 | 34. Delle (90033)                     | 35. Denney (90034)               | 36. Dorans (90035)                 |
| 37. Eguenigue (90036)                 | 38. Essert (90039)                    | 39. Faverois (90043)             | 40. Felon (90044)                  |
| 41. Florimont (90046)                 | 42. Fontaine (90047)                  | 43. Fontenelle (90048)           | 44. Foussemagne (90049)            |
| 45. Frais (90050)                     | 46. Froidefontaine (90051)            | 47. Fêche-l'Église (90045)       | 48. Giromagny (90052)              |
| 49. Grandvillars (90053)              | 50. Grosmagny (90054)                 | 51. Grosne (90055)               | 52. Joncherey (90056)              |
| 53. Lachapelle-sous-Chaux (90057)     | 54. Lachapelle-sous-Rougemont (90058) | 55. Lacollonge (90059)           | 56. Lagrange (90060)               |
| 57. Lamadeleine-Val-des-Anges (90061) | 58. Larivière (90062)                 | 59. Lebetain (90063)             | 60. Lepuix (90065)                 |
| 61. Lepuix-Neuf (90064)               | 62. Leval (90066)                     | 63. Menoncourt (90067)           | 64. Meroux (90068)                 |
| 65. Montbouton (90070)                | 66. Montreux-Château (90071)          | 67. Morvillars (90072)           | 68. Moval (90073)                  |
| 69. Méziré (90069)                    | 70. Novillard (90074)                 | 71. Offemont (90075)             | 72. Petit-Croix (90077)            |
| 73. Petitefontaine (90078)            | 74. Petitmagny (90079)                | 75. Phaffans (90080)             | 76. Pérouse (90076)                |
| 77. Recouvrance (90083)               | 78. Reppe (90084)                     | 79. Riervescemont (90085)        | 80. Romagny-sous-Rougemont (90086) |
| 81. Roppe (90087)                     | 82. Rougegoutte (90088)               | 83. Rougemont-le-Château (90089) | 84. Réchésy (90081)                |
| 85. Saint-Dizier-l'Évêque (90090)     | 86. Saint-Germain-le-Châtelet (90091) | 87. Sermamagny (90093)           | 88. Sevenans (90094)               |
| 89. Suarce (90095)                    | 90. Thiancourt (90096)                | 91. Trévenans (90097)            | 92. Urcerey (90098)                |
| 93. Valdoie (90099)                   | 94. Vauthiermont (90100)              | 95. Vellescot (90101)            | 96. Vescemont (90102)              |
| 97. Villars-le-Sec (90105)            | 98. Vétrigne (90103)                  | 99. Vézelois (90104)             | 100. Éloie (90037)                 |
| 101. Étueffont (90041)                | 102. Évette-Salbert (90042)           |                                  |                                    |